# Exochella munita
Exochella munita är en mossdjursart som först beskrevs av William MacGillivray 1883.  Exochella munita ingår i släktet Exochella och familjen Exochellidae. Inga underarter finns listade i Catalogue of Life.